# Vương Vĩ (Nam Bắc triều)
Vương Vĩ (giản thể: 王伟; phồn thể: 王偉; bính âm: Wáng Wěi, ? - 552), người Lược Dương hoặc quận Trần Lưu, mưu sĩ của phản tướng nhà Lương là Hầu Cảnh.

## Cuộc đời
Cha là Vương Lược, làm Hứa Xương lệnh nhà Bắc Ngụy, nhân đó dời nhà đến Toánh Xuyên . Vĩ làu thông Chu Dịch, có tài văn chương, làm đến Hành đài lang. Sau khi Hầu Cảnh phản Đông Ngụy, Cao Trừng gởi thư chiêu dụ, Vĩ thay Cảnh viết thư trả lời, văn vẻ rất đẹp. Trừng xem thư thì hỏi:" "Người nào làm vậy?" bộ hạ đáp là Vĩ, Trừng nói: "Tài năng như thế này, sao không sớm được biết!?" Vĩ bày mưu cho Cảnh, làm các thứ hịch văn cho ông ta. Cảnh phản Lương, cũng là do Vĩ xúi giục.
Cảnh thất bại, Vĩ cùng Hầu Tử Giám bỏ chạy, trốn ở trong cỏ, bị Trực Độc thú chủ Hoàng Công Hỷ bắt được, đưa đến gặp Vương Tăng Biện. Ông đối đáp không mất phong độ của kẻ sĩ, Tăng Biện lấy làm lạ, giải đi Giang Lăng cùng bọn Lữ Quý Lược, Chu Thạch Trân, Nghiêm Đản.
Vĩ mong được tha, tặng cho hạ nhân của Lương Nguyên đế 1 bài ngũ ngôn, lại dâng lên Đế 1 bài 500 chữ. Đế yêu tài muốn tha, triều thần không hài lòng, tâu rằng trong hịch văn của ông ngày trước có câu "Tương Đông một mắt, nên quay về huyện Xích". Đế cả giận, sai đóng đinh lưỡi của ông vào cột, moi ruột của ông. Sắc mặt của ông vẫn thản nhiên. Kẻ thù cắt thịt của ông, đem rải ở chợ, còn lại bộ xương vẫn phải chịu hình.